# Посьвентно
Посьвентно (пол. Poświętno) — село в Польщі, у гміні Пшемент Вольштинського повіту Великопольського воєводства.
Населення — 228 осіб (2011).
У 1975-1998 роках село належало до Лешненського воєводства.

## Демографія
Демографічна структура станом на 31 березня 2011 року:
|          | Загалом | Допрацездатний вік | Працездатний вік | Постпрацездатний вік |
| -------- | ------- | ------------------ | ---------------- | -------------------- |
| Чоловіки | 120     | 20                 | 92               | 8                    |
| Жінки    | 108     | 19                 | 64               | 25                   |
| Разом    | 228     | 39                 | 156              | 33                   |